# Cheneché
Cheneché foi uma comuna francesa na região administrativa da Nova Aquitânia, no departamento de Vienne. Estendia-se por uma área de 5,15 km². Em 2010 a comuna tinha 338 habitantes (densidade: 65,6 hab./km²).
Em 1 de janeiro de 2017, passou a fazer parte da nova comuna de Saint-Martin-la-Pallu.